# باولي سالونين
باولي سالونين (بالفنلندية: Pauli Salonen)‏ هو متزحلق نوردي مزدوج فنلندي، ولد في 14 فبراير 1916 في هولولا في فنلندا، وتوفي في 10 يناير 2009 في لاهتي في فنلندا.

## وصلات خارجية
- باولي سالونين على موقع أوليمبيديا (الإنجليزية)